# Търновски надпис на цар Иван Асен II
Търновският надпис на цар Иван Асен II е старобългарски епиграфски паметник, издълбан в средния от трите стълба в северната част на църквата „Св. Четиридесет мъченици“ в Търново.
Надписът е известен от 1858 г., когато възрожденецът Христо Даскалов от Трявна успява да посети църквата (по това време джамия) и да снеме копие от надписа.
Освен че съобщава за създаването на храма „Св. Четиридесет мъченици“ Търновският надпис е един от основните домашни извори за политическото положение на България през 1230 г. – Клокотнишката битка, завладяването от цар Иван Асен II на голяма част от земите на Епирското деспотство, превъзходството на България над Латинската империя.